# ورزشگاه لوژنیکی
ورزشگاه لوژنیکی (روسی: стадион Лужники؛ IPA: [stədʲɪˈon lʊʐnʲɪˈkʲi]) ورزشگاهی در شهر مسکو، روسیه است. این ورزشگاه در تاریخ ۳۱ ژوئیهٔ ۱۹۵۶ تأسیس شده و ظرفیت آن ۷۸٬۳۶۰ نفر است. البته پس از بازسازی این ورزشگاه برای جام جهانی ۲۰۱۸ روسیه، ظرفیت این ورزشگاه به ۸۱٬۰۰۰ تن افزایش یافت. این وزشگاه میزبان رویدادهای ورزشی مهمی همچون بازی‌های المپیک تابستانی ۱۹۸۰، فینال لیگ قهرمانان اروپا ۲۰۰۸ و فینال جام یوفا ۱۹۹۹ و همچنین مسابقات جهانی دو و میدانی ۲۰۱۳ بوده است. ورزشگاه لوژنیکی میزبان فینال جام جهانی فوتبال ۲۰۱۸ بین تیم ملی فوتبال فرانسه و تیم ملی فوتبال کرواسی بوده.

## جام جهانی فوتبال ۲۰۱۸

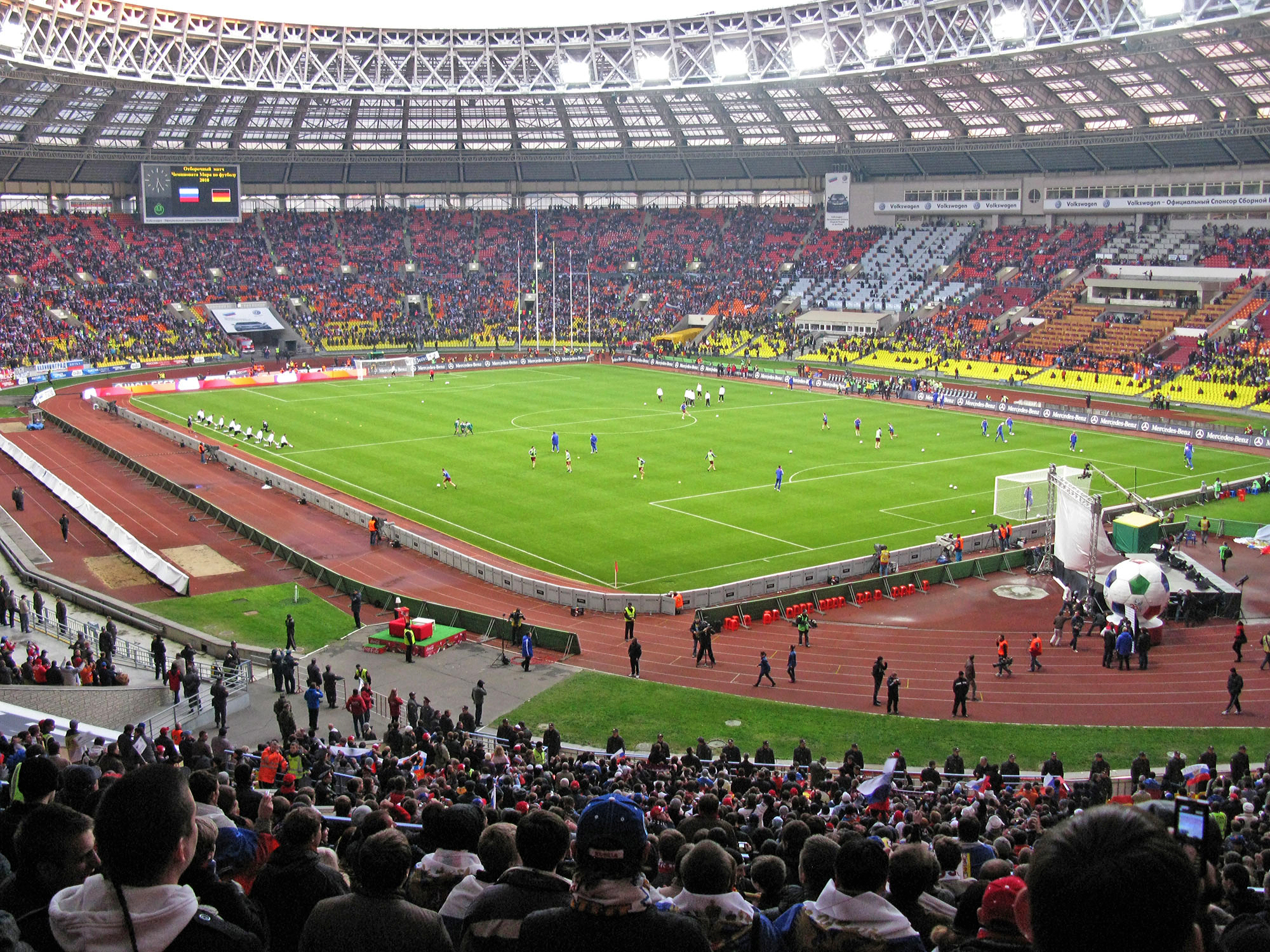
نمایی از داخل ورزشگاه لوژنیکی

لوژنیکی میزبان هفت مسابقه در جام جهانی فوتبال ۲۰۱۸ از جمله افتتاحیه و فینال است.

| تاریخ         | ساعت  | تیم ۱   | نتیجه            | تیم ۲         | دور           | تماشاگران |
| ------------- | ----- | ------- | ---------------- | ------------- | ------------- | --------- |
| ۱۴ ژوئن ۲۰۱۸  | ۱۸:۰۰ | روسیه   | ۵–۰              | عربستان سعودی | گروه A        | ۷۸٬۰۱۱    |
| ۱۷ ژوئن ۲۰۱۸  | ۱۸:۰۰ | آلمان   | ۰–۱              | مکزیک         | گروه F        | ۷۸٬۰۱۱    |
| ۲۰ ژوئن ۲۰۱۸  | ۱۵:۰۰ | پرتغال  | ۱–۰              | مراکش         | گروه B        | ۷۸٬۰۱۱    |
| ۲۶ ژوئن ۲۰۱۸  | ۱۷:۰۰ | دانمارک | ۰–۰              | فرانسه        | گروه C        | ۷۸٬۰۱۱    |
| ۱ ژوئیه ۲۰۱۸  | ۱۷:۰۰ | اسپانیا | ۱–۱ (۳–۴ پنالتی) | روسیه         | یک هشتم نهایی | ۷۸٬۰۱۱    |
| ۱۱ ژوئیه ۲۰۱۸ | ۲۱:۰۰ | کرواسی  | ۲–۱ (و.ا.)       | انگلستان      | نیمه‌نهایی     | ۷۸٬۰۱۱    |
| ۱۵ ژوئیه ۲۰۱۸ | ۱۸:۰۰ | فرانسه  | ۴–۲              | کرواسی        | فینال         | ۷۸٬۰۱۱    |